# Jamie T
Jamie T (født 8. januar 1986) er en engelsk sanger og musiker.
Jamie T udsendte i 2007 debutalbummet Panic Prevention, der bl.a. indeholdt singlerne "Calm Down Dearest" og "If You Got The Money".
Efter omfattende turnévirksomhed i kølvandet på debutalbummet, holdt Jamie T en 18 måneder lang pause sammen med sin faste producerpartner Ben Bones. Resultatet er albummet Kings & Queens, der udkom i 2009.

## Diskografi
- Panic Prevention (2007)
- Kings & Queens (2009)